# Ludovik Džamanjić
Ludovik Džamanjić (Zamanja, tal. Ludovico Giamagna, Dubrovnik, 1594. – Ston, srpnja 1634.), hrvatski katolički biskup.
 
Biskup Ludovik Džamanjić je bio iz reda dominikanaca.

Dne 24. studenoga 1632. godine papa Urban VIII. imenovao ga je za biskupa Stonske biskupije. Zamijenio je na mjestu biskupa Ambroza Gučetića. Biskupiju je vodio do smrti. 

Poslije Ludovika biskup je bio Pavao de Gratiis.